# Milagro de amor (película de 1946)
Milagro de amor es una película de Argentina en blanco y negro dirigida por Francisco Mugica según el guion de Alejandro Casona sobre el poema dramático Margarita la tornera de José Zorrilla que se estrenó el 12 de diciembre de 1946 y que tuvo como protagonistas a María Duval, Andrés Mejuto, Josefina Díaz y Alberto Contreras. El poema de Zorrilla está basado en una antigua leyenda que ha dado origen a varias obras, incluida una ópera.

## Sinopsis
Margarita, la monja de un convento de clausura encargada de manejar el torno, esto es un mecanismo giratorio provisto de una ventanita por la cual entregaba y recibía cosas del exterior sin contacto visual directo, es seducida por un Don Juan e inducida a escaparse con él.

## Reparto
- María Duval	 ...	Margarita la tornera
- Andrés Mejuto	 ...	Don Juan de Alarcón
- Josefina Díaz de Artigas ... Madre Superiora
- Alberto Contreras
- Paquita Garzón
- Diana Cortesina
- Luis Otero
- Domingo Márquez
- Graciela Lecube
- Manuel Alcón
- Carmen Llambí
- Julia Sandoval

## Comentarios
La crónica de Clarín dijo:

”Sin alcanzar el tono apasionado y místico de la leyenda, logra al menos un relato claro pero pesado.”

Por su parte el crítico de La Razón escribió:

”El director… debió imprimir mayor animación a las escenas, evitando que un fatigoso clima restase vivacidad e interés al relato.”